# Boursinidia petrowskyi
Boursinidia petrowskyi là một loài bướm đêm trong họ Noctuidae.